# Haurgajrug
Haurgajrug is een bestuurslaag in het regentschap Lebak van de provincie Banten, Indonesië. Haurgajrug telt 4043 inwoners (volkstelling 2010).